# Brunow (Adelsgeschlecht)
Brunow [ˈbrɵnːɔv] ist der Name eines erloschenen schwedisch-finnländischen Adelsgeschlechts.
Es besteht keine Stammverwandtschaft mit den ebenfalls abgegangenen kurländischen Brunnow.

## Geschichte
Die Stammreihe der Familie beginnt mit Bryniel Gudmundsson († 1589/1590), der von Oesel aus nach Finnland gelangte, dort Vogt der königlichen Residenz in Helsingfors wurde. Er wurde am 18. Juni 1575 in den schwedischen Adelsstand erhoben. Aus seiner Ehe mit Anna von Fahrensbach († 1592) ist der Sohn Göran Brynielsson genannt Brynne oder Brunou († vor 1650) hervorgegangen. Dieser war zu Janakkala begütert, Statthalter am und Admiral auf dem Ladogasee. Von seinen Söhnen wurde der schwedische Rittmeister und spätere Oberstleutnant Arvid Reinhold Brunow (1636–1694) am 27. Juli 1664 naturalisiert und im selben Jahr in der Adelsklasse der schwedischen Ritterschaft (Nr. 689) introduziert. Sein Bruder Carl Brunow (1626–1676), ebenfalls schwedischer Rittmeister und nachmaliger Oberstleutnant, verblieb mit seiner Linie in Finnland. Dort wurde die Familie am 26. Januar 1818 bei der finnischen Ritterschaft (Nr. 56) immatrikuliert. Das Geschlecht ist mit dem außerordentlicher Kammersekretär im Reichssenat des finnischen Finanzministeriums Gustaf Robert Brunnow (1799–1873) am 23. Juni 1873 erloschen.

## Angehörige
- Reinhold Brunow (1665–1715), schwedischer Major und Akteur im Großen Nordischen Krieg
- Georg Fredrik Brunow (1778–1847), schwedischer Oberst

## Wappen
Das Wappen zeigt in Blau zwei gekreuzte Musketen, darüber ein rotes Herz. Auf blau-gold bewulsteten Helm mit blau-goldenen Decken, das Herz zwischen rechts einer goldenen, links einer blauen Hahnenfeder.